# 桂山站
桂山站（：／ Gyesan yeok */?）是仁川地鐵1號線沿線的一座地下車站，位於韓國仁川廣域市桂陽區桂山洞，韓語副站名為「仁川海山醫院」（인천하이병원）。

## 車站結構
站體為2面2線側式月台的地下車站，候車月台設有月台幕門，並有6處出口。

### 月台配置
| 林鶴 ↑         |
| \| 上          |
| ↓ 京仁教育大學 |

| 月台 | 路線               | 目的地                                                     |
| ---- | ------------------ | ---------------------------------------------------------- |
| 上行 | ●仁川都市鐵道1號線 | 朴村、橘峴、桂陽方向                                       |
| 下行 | ●仁川都市鐵道1號線 | 富平區廳、富平、源仁齋、國際業務園區、松島月光慶典公園方向 |

## 歷史
- 1999年10月6日：落成啟用。
- 2007年5月16日：廢除副站名敬仁女子大學。
- 2017年7月：新增韓語副站名仁川海山醫院（인천하이병원）。

## 車站周邊
- 敬仁女子大學（朝鲜语：경인여자대학교）
- 桂山高校
- 桂山郵局
- 桂陽派出所
- 桂陽文化會館
- 桂山國民體育中心
- 桂陽預備軍訓練場
- 韓國水產協會（朝鲜语：수산업협동조합）桂山洞支社
- 仁川市桂陽圖書館
- 仁川富平初等學校
- 仁川安山初等學校
- 桂陽郵局
- 國民銀行
- 中小企業銀行
- Home plus（朝鲜语：홈플러스）桂山店
- 樂天瑪特桂陽店

## 相鄰車站
仁川交通公社
●仁川都市鐵道1號線
林鶴（I113）－桂山（I114）－京仁教育大學（I115）